# 테드 메러디스
제임스 에드윈 ("테드") 메러디스(James Edwin ("Ted") Meredith, 1891년 11월 14일 ~ 1957년 11월 2일)는 미국의 육상 선수이자, 1912년 스톡홀름 올림픽 2관왕이다.
펜실베이니아주 체스터 하이츠에서 태어나 머서스버그 아카데미 재학 중에 스톡홀름으로 떠났다. 올림픽에서 800m 세계 기록 1분 51.9초를 세워 금메달을 획득하였다. 또한 1600m 릴레이에서 또 하나의 우승을 안기었고, 400m에서는 4위를 하였다.
귀국 후, 펜실베이니아 대학교에 입학하였다. 아마추어 대학 육상 선수권에서 3회의 440 야드(1914~16)와 2회의 880 야드(1914~15) 우승을 하였다. 2회의 AAU 440 야드(1914~15)를 우승하기도 한 메러디스는 1916년 440 야드에서 47.4초의 세계 기록을 세웠으며, 그 기록은 1928년까지 경신되지 않았다. 같은 해 자신의 880 야드 기록을 1분 52.2초로 낮추었다.
1917년 은퇴하고 제1차 세계 대전 중 육군에 복무하였다. 1920년 안트베르펜 올림픽에 돌아온 메러디스는 400m 준결승전에서 탈락하고 1600m 릴레이에서는 4위를 하였다.
두 번째 은퇴 후, 부동산 중개인이 되었다. 65세의 나이로 뉴저지주 캠던에서 사망하였다.